# Municipio de Staffanstorp
El municipio de Staffanstorp (en sueco: Staffanstorps kommun) es un municipio de Escania, la provincia más austral de Suecia. Su sede se encuentra en la localidad de Staffanstorp. Fue formado por la reforma del gobierno local de 1952, cuando se fusionaron 12 unidades originales, creadas a partir de parroquias en 1863.

## Localidades
Hay 4 áreas urbanas (tätort) en el municipio:
| # | Tätort          | Población |
| - | --------------- | --------- |
| 1 | Staffanstorp    | 15,657    |
| 2 | Hjärup          | 5,143     |
| 3 | Bergströmshusen | 398       |
| 4 | Kyrkheddinge    | 261       |

## Ciudades hermanas
Staffanstorp está hermanado o tiene tratado de amistad con:
- Grimmen
- Ozzano dell'Emilia
- Vallensbæk
- Kohtla-Järve
- Killarney
- Viitasaari
- Wolin